# Серединский, Василий Тимофеевич
Василий Тимофеевич Серединский (1785—1852) — российский врач.
Сын священника. Окончил Московскую медико-хирургическую академию (1812), после чего был направлен лекарем в Минский военный госпиталь. В 1813 году был переведен в новосформированный 54-й егерский полк, в 1816 году получил звание штаб-лекаря. В 1819 году поступил в 6-ю артиллерийскую бригаду.
В 1824 году перешёл в гражданское ведомство Спасским уездным врачом (в Рязанской губернии), но уже в следующем 1825 году вернулся в военное ведомство, в Казанский военный госпиталь. В 1826 году — старший врач Казанского гарнизонного полка, затем ординатор в Казанском военном госпитале (1828), с 1829 года старший врач. Далее служил в военных госпиталях в Георгиевске (1838), Пятигорске, Екатеринодаре (1841). Вышел в отставку в 1844 году.
Переводил медицинскую литературу с немецкого языка («Патология, или Наука о болезненном состоянии тела человеческого» А. Ф. Геккера, М., 1811), опубликовал сочинение «Краткое описание пагубного порока Онании» (Казань, 1833).
Кавалер Ордена Святой Анны III степени.